# Gewoon purpersteeltje
Gewoon purpersteeltje (Ceratodon purpureus, basioniem: Dicranum purpureum Hedw.) is een mossoort behorend tot de familie Ditrichaceae. De plant komt voor in de stedelijke omgeving, alsmede langs paden en wegen op droge zandgrond (brandvlakten) alsook ruderaal.

## Determinatie
Het mos is een geelgroen tot roodachtig, maximaal 3 cm hoog, tweehuizig pioniersmos.  De stengel is rechtopstaand en vaak vertakt. De bladeren zijn breed en lancetvormig en krullen op als ze droog zijn. De korte bladeren zijn haarachtig en zijn bij voldoende vocht gespreid. De sporenkapsels staan rechtop op een lange kapselsteel. De seta is aanvankelijk geelachtig tot roodachtig. Na verloop van tijd  wordt het paarsrood en op oudere leeftijd wordt het roodbruin. De sporenkapsel is gegolfd en sterk gegroefd, de 16 peristoomtanden zijn diep in tweeën gedeeld, de deksel is conisch, de calyptra is dopvormig.

## Voortplanting
Het mos plant zich generatief voort met sporen. De sporen kiemen in twee fasen. Eerst zwellen ze op en daarna verspreiden ze zich. Gewoonlijk komen er veel vruchtstelen voor, die zich bij wisselende vochtigheid draaien en terugdraaien, waardoor de sporen makkelijker verspreid worden. De sporen kunnen meer dan zestien jaar kiemkrachtig blijven.

## Ecologie

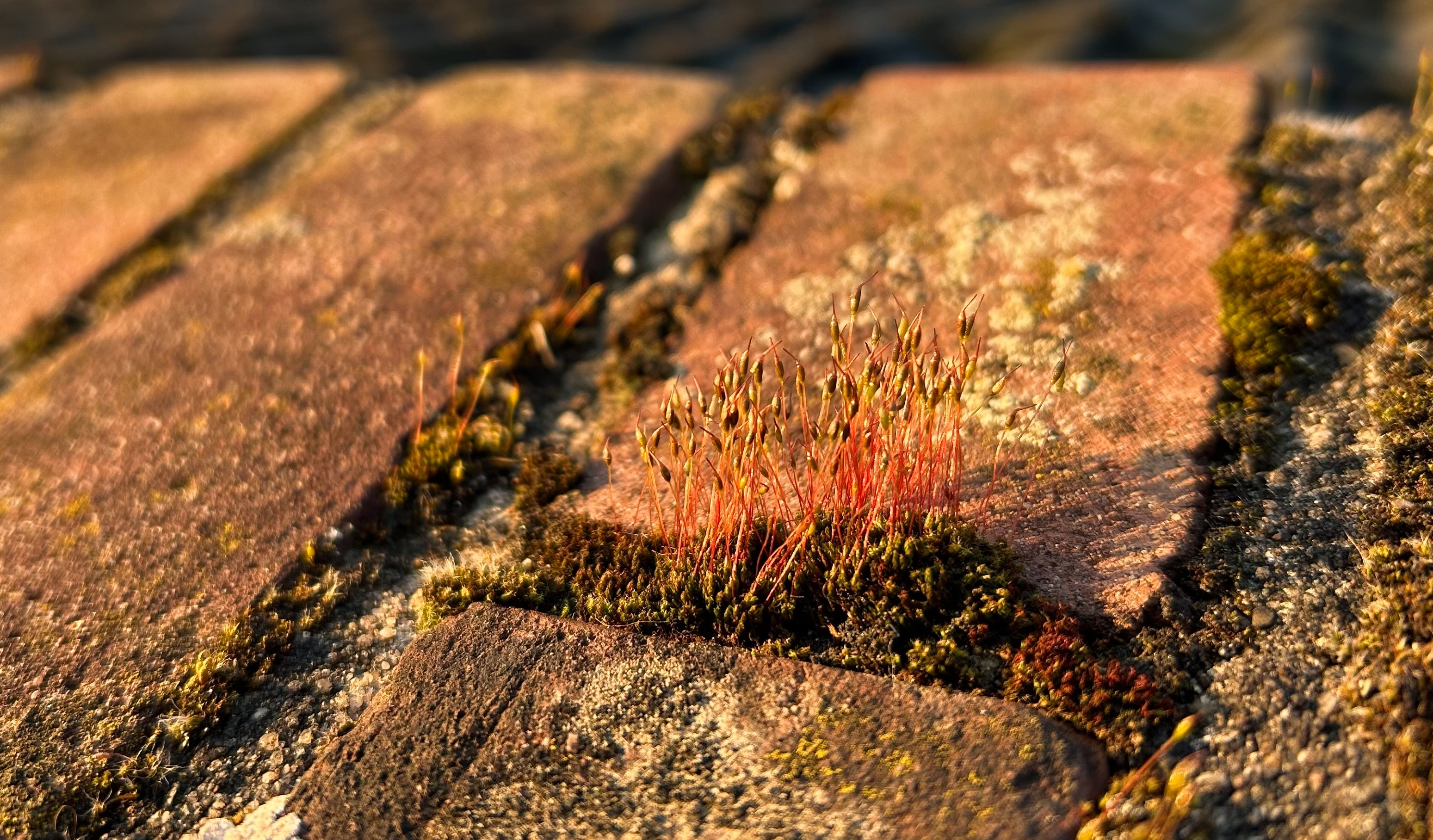
Gewoon purpersteeltje op een muur, in dit geval in de klasse van stippelkorsten en achterlichtmossen.

Het wordt meestal gevonden op ruige locaties. Het groeit op aarde, hout, steen of zand en is ook te vinden in binnensteden. De soort is toleranter tegen bodemgifstoffen en milieuvervuiling dan andere mossoorten en is daarom ook te vinden op vervuilde gronden, bijvoorbeeld langs snelwegen.

### Syntaxonomie
Gewoon purpersteeltje staat te boek als zwakke kensoort voor de klasse van droge graslanden op zandgrond (Koelerio-Corynephoretea). De soort komt ook veel voor in de smaragdsteeltjes-klasse, de klasse van stippelkorsten en achterlichtmossen en de muurvaren-klasse.

### Faunistisch belang
Gewoon purpersteeltje is een waardplant voor verscheidene insectensoorten, waaronder een hoog aantal soorten pilkevers.

## Verspreiding
De soort wordt wereldwijd verspreid, maar is zeldzamer in de tropen dan in gematigde streken. In Europa is het heel gebruikelijk en kent het vele vormen. 

## Foto's

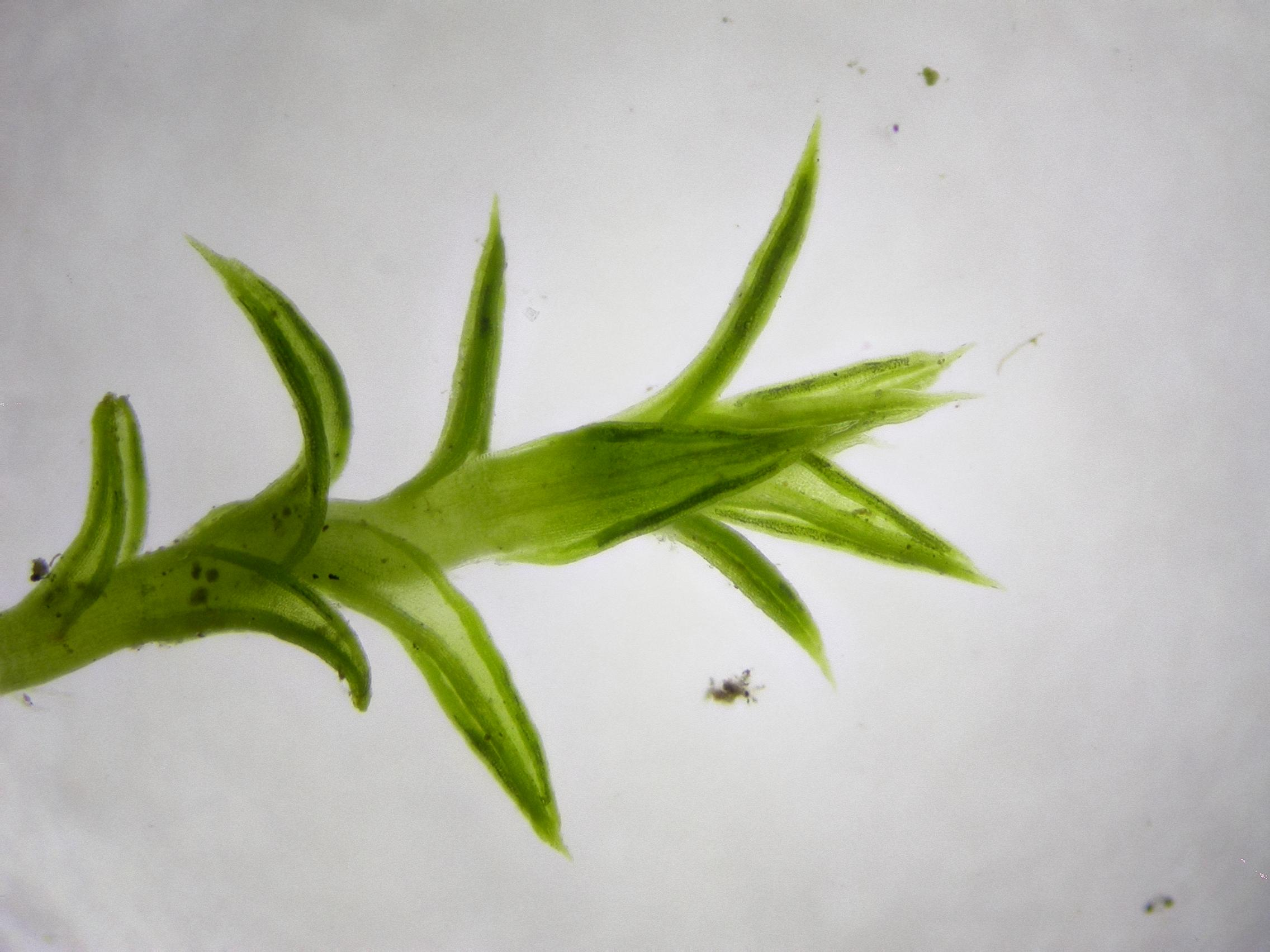
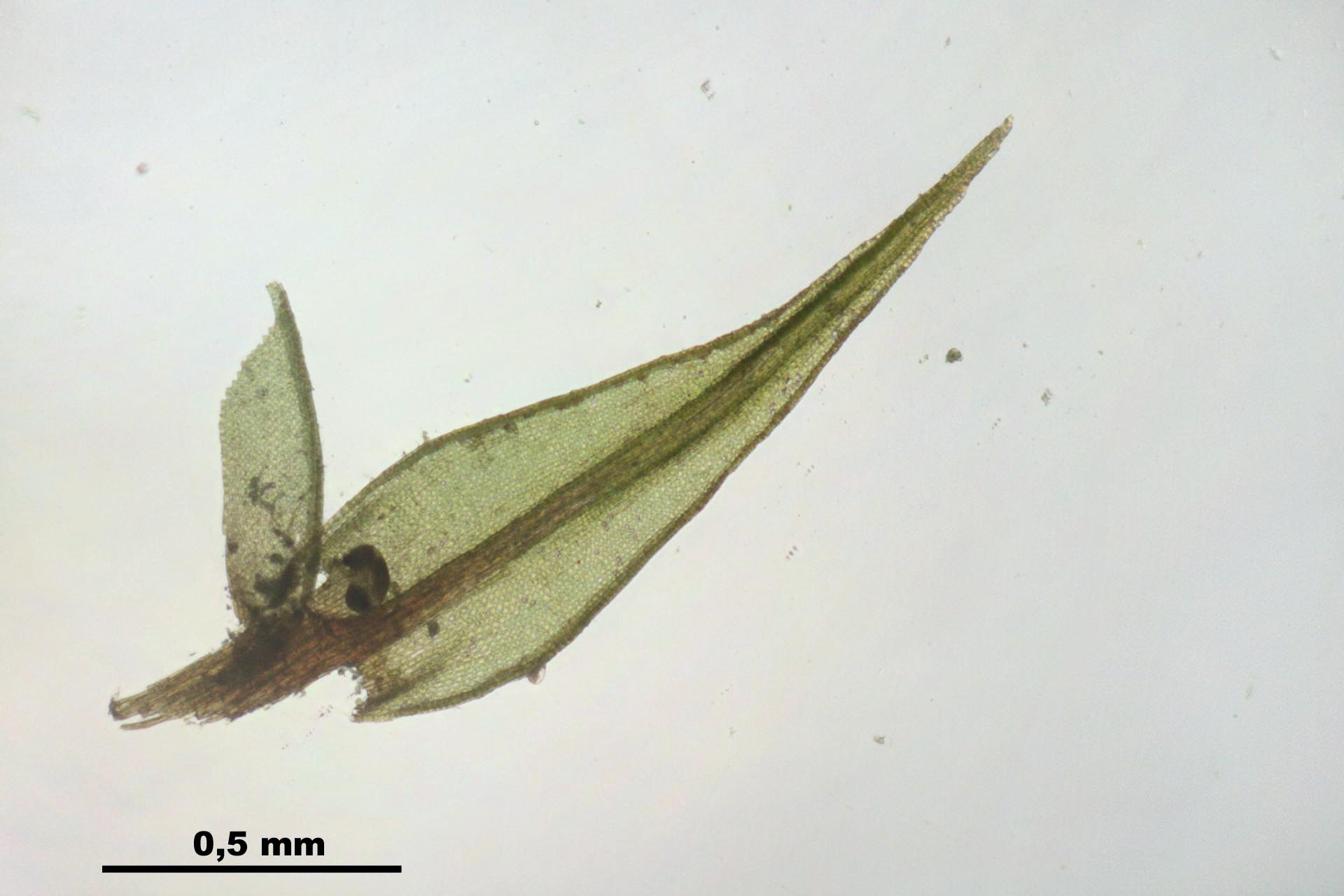
Blad
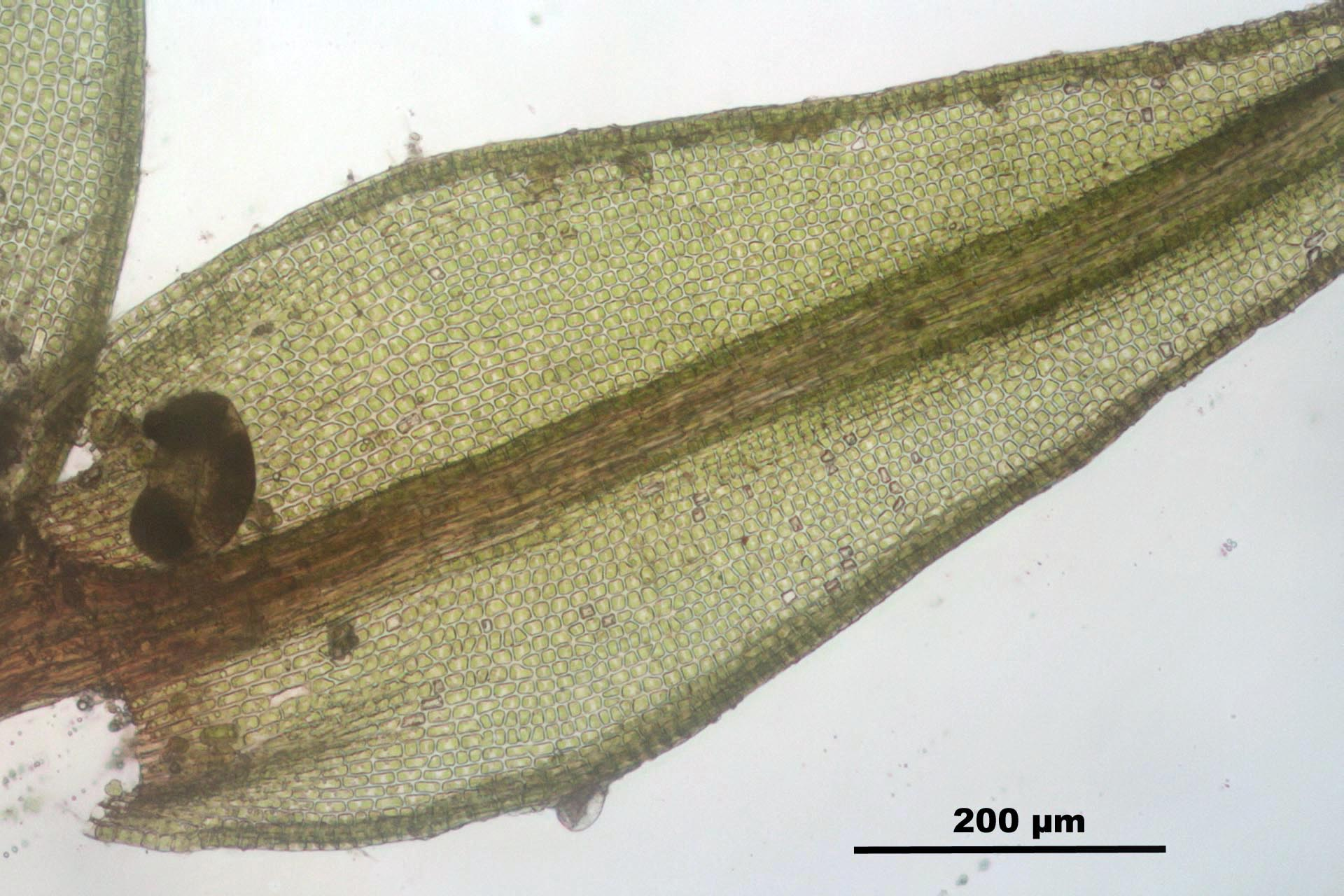
Bladvoet
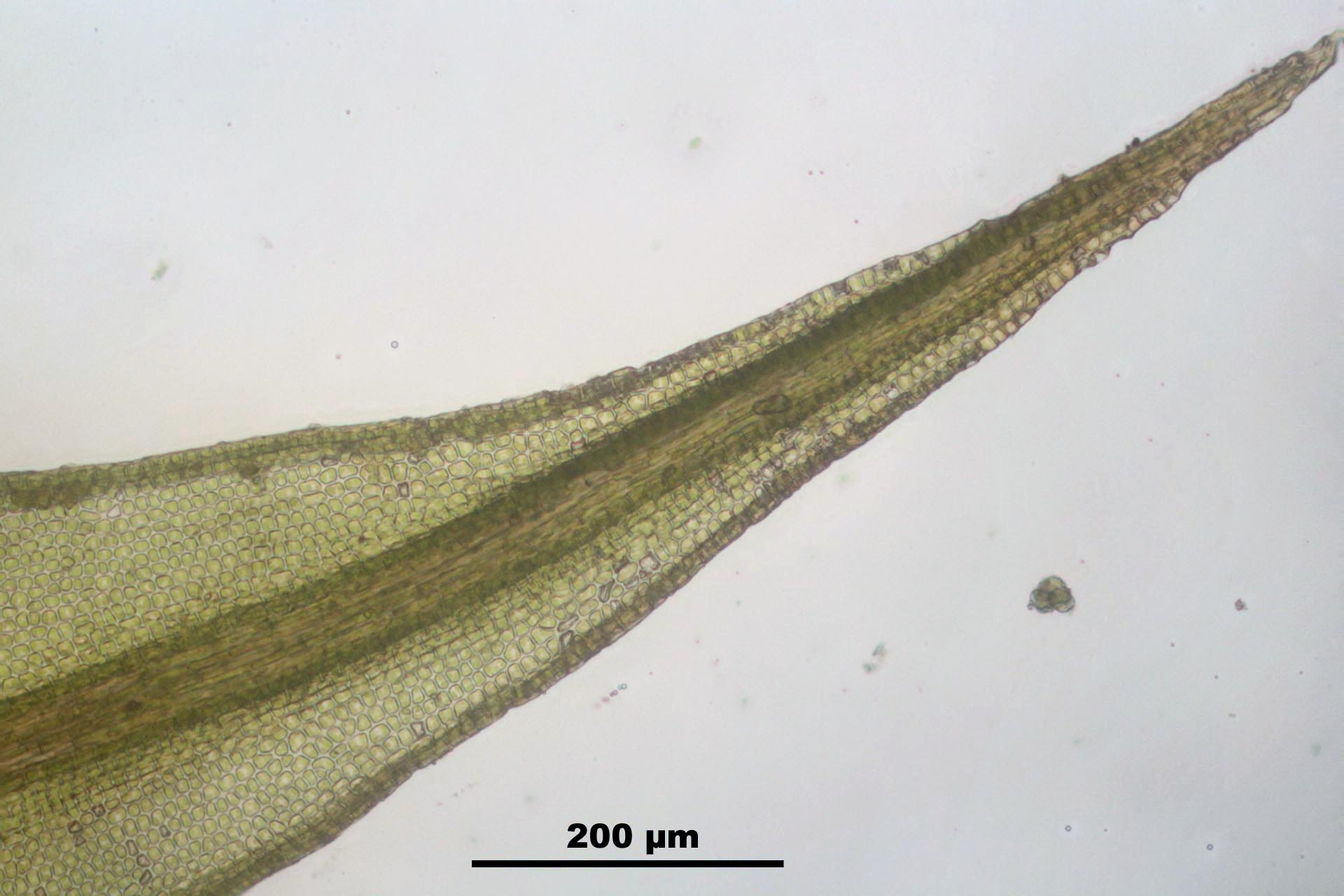
Bladtop
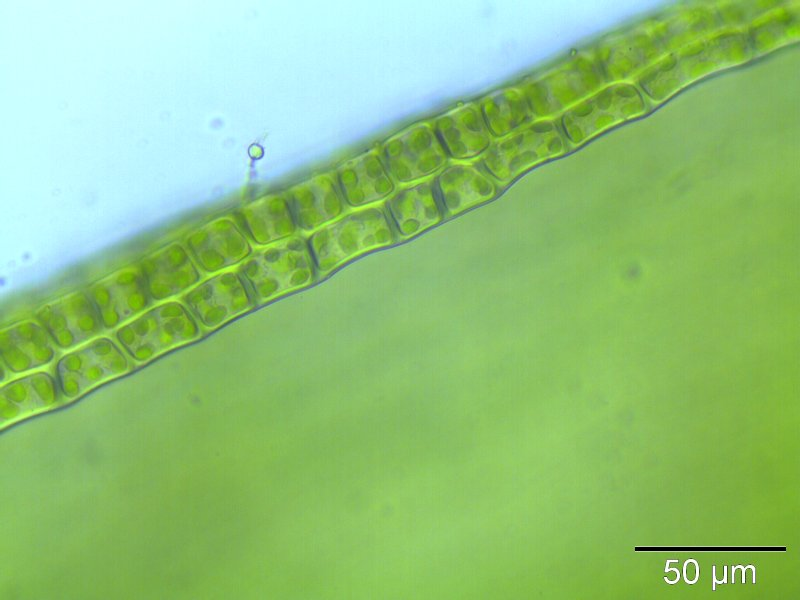
Bladrand
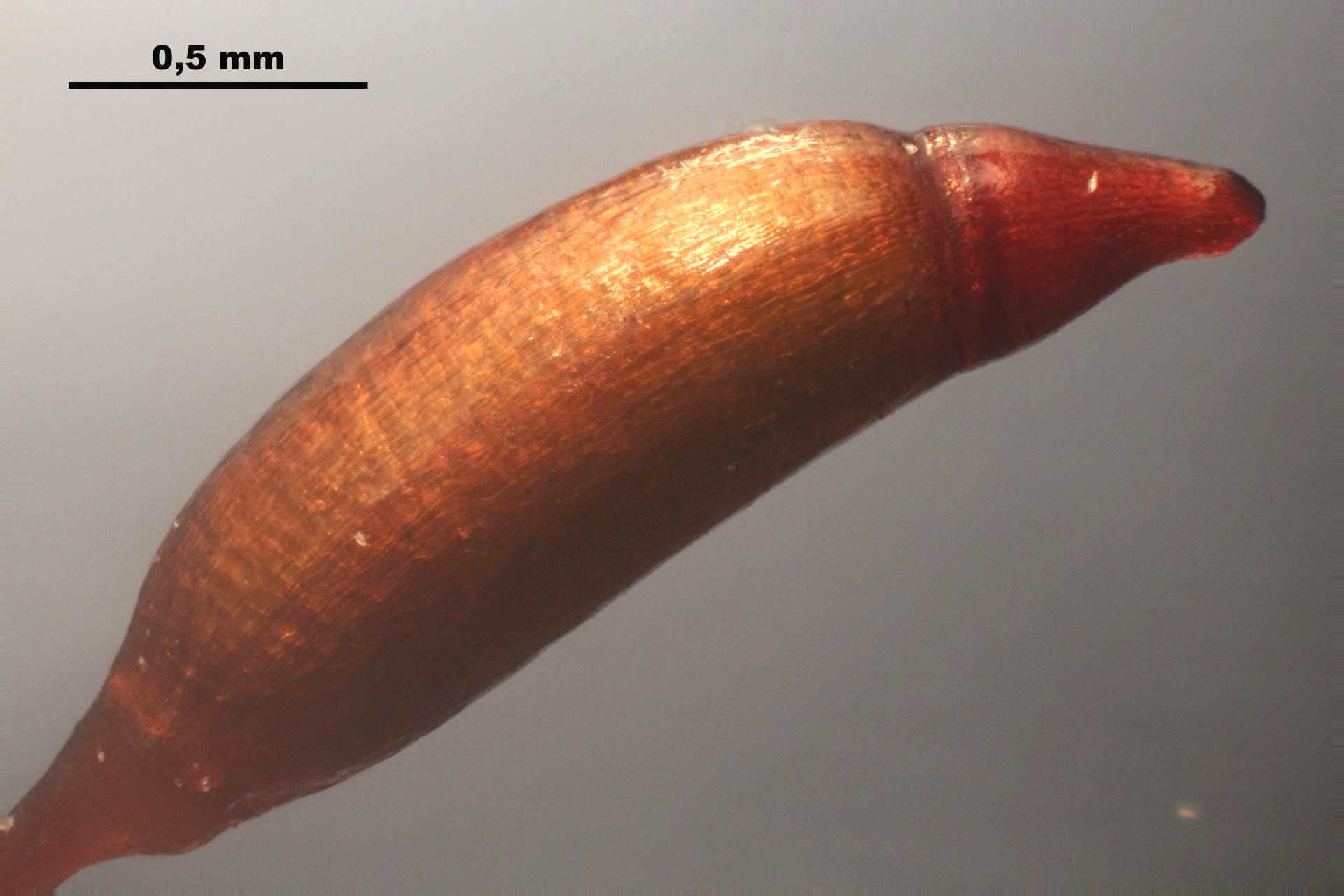
Kapsel
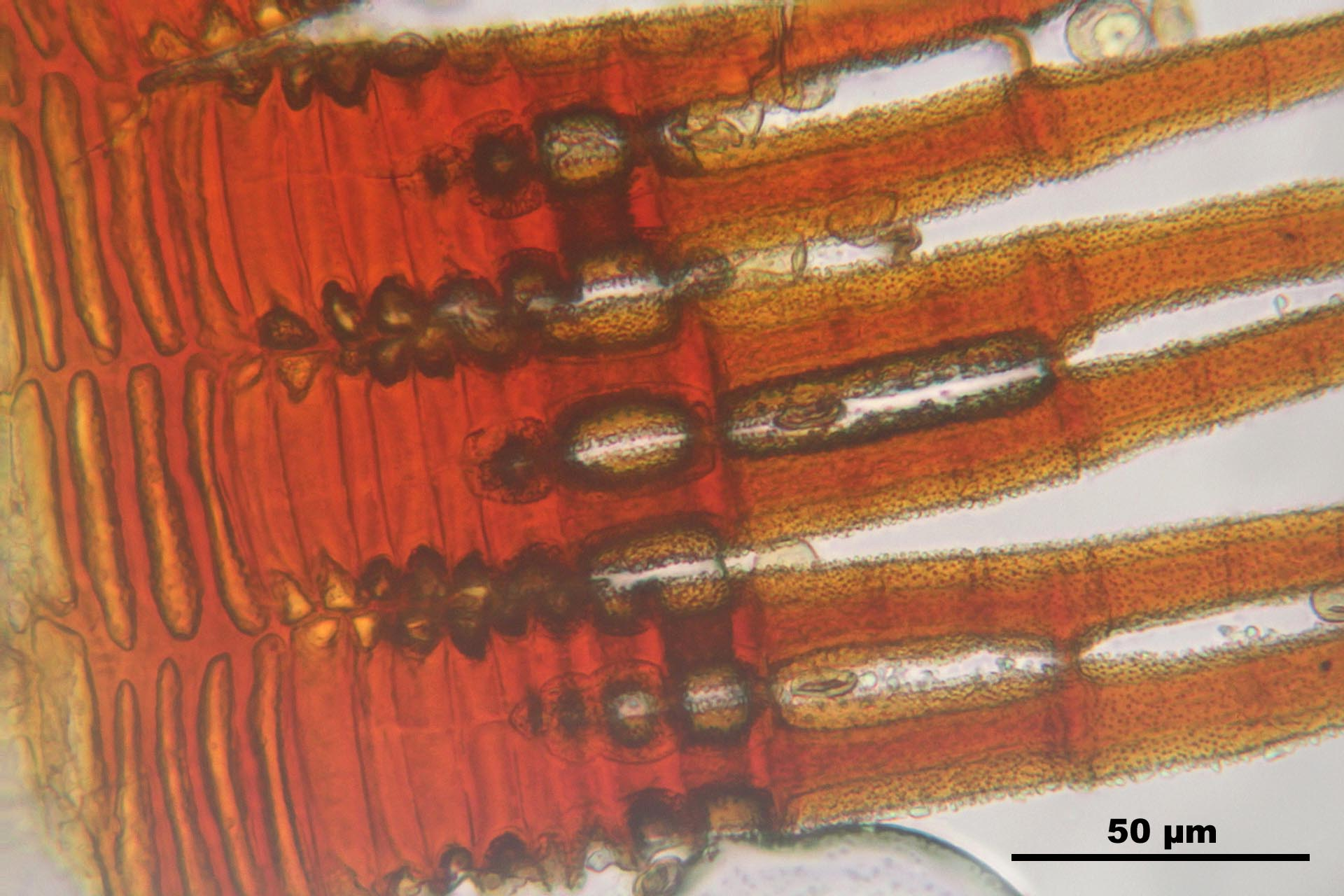
Peristoomtanden
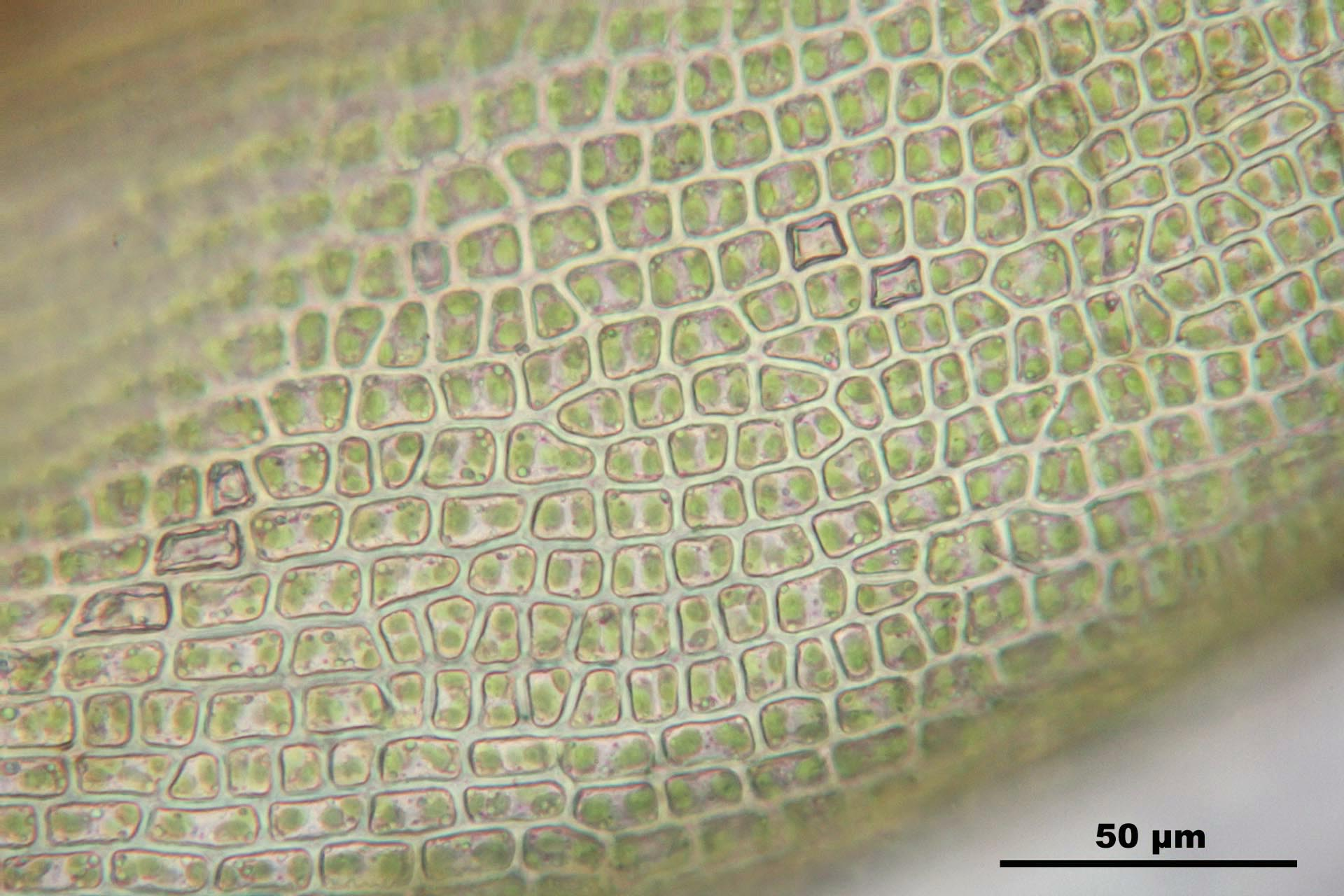
Bladcellen
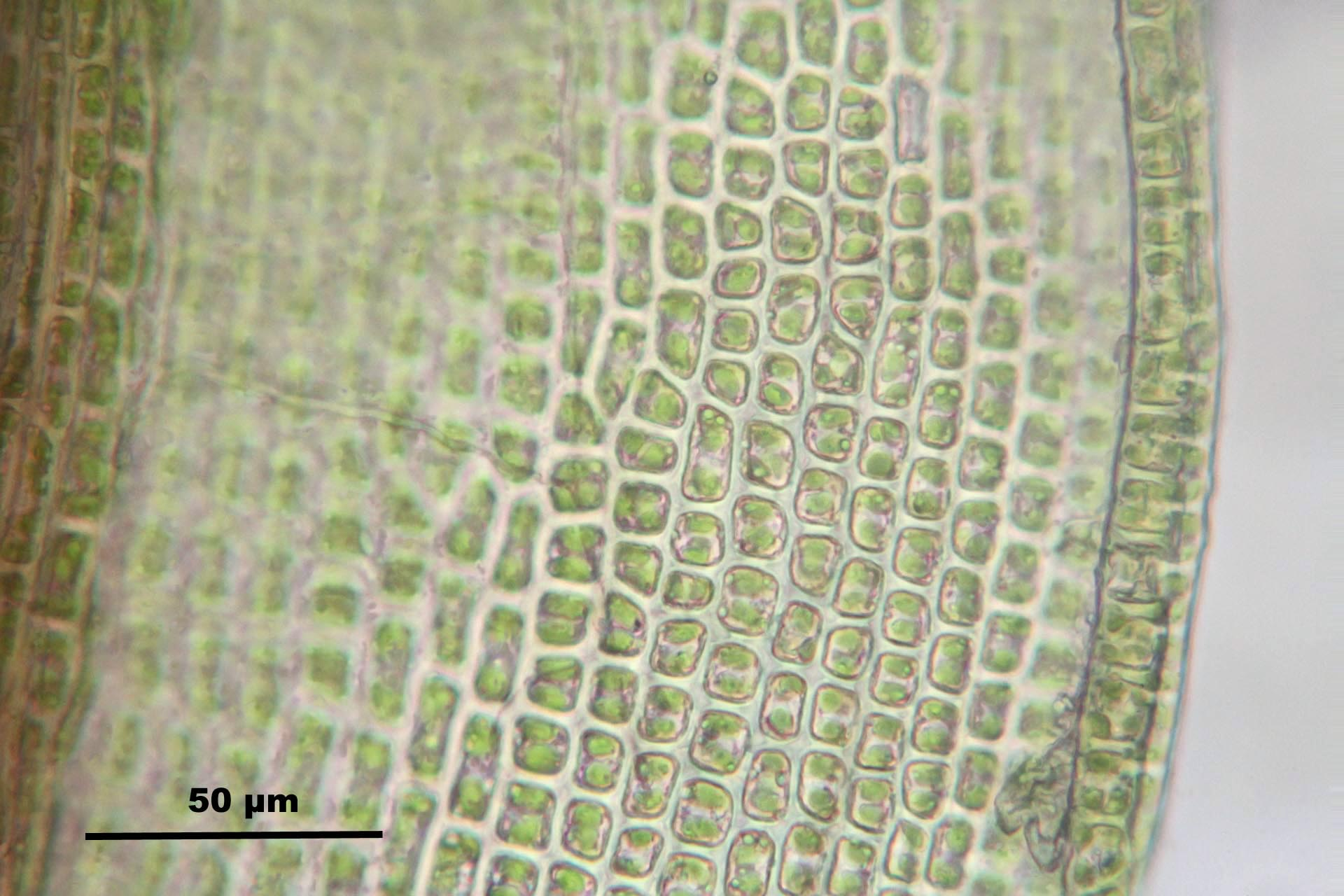
Bladcellen
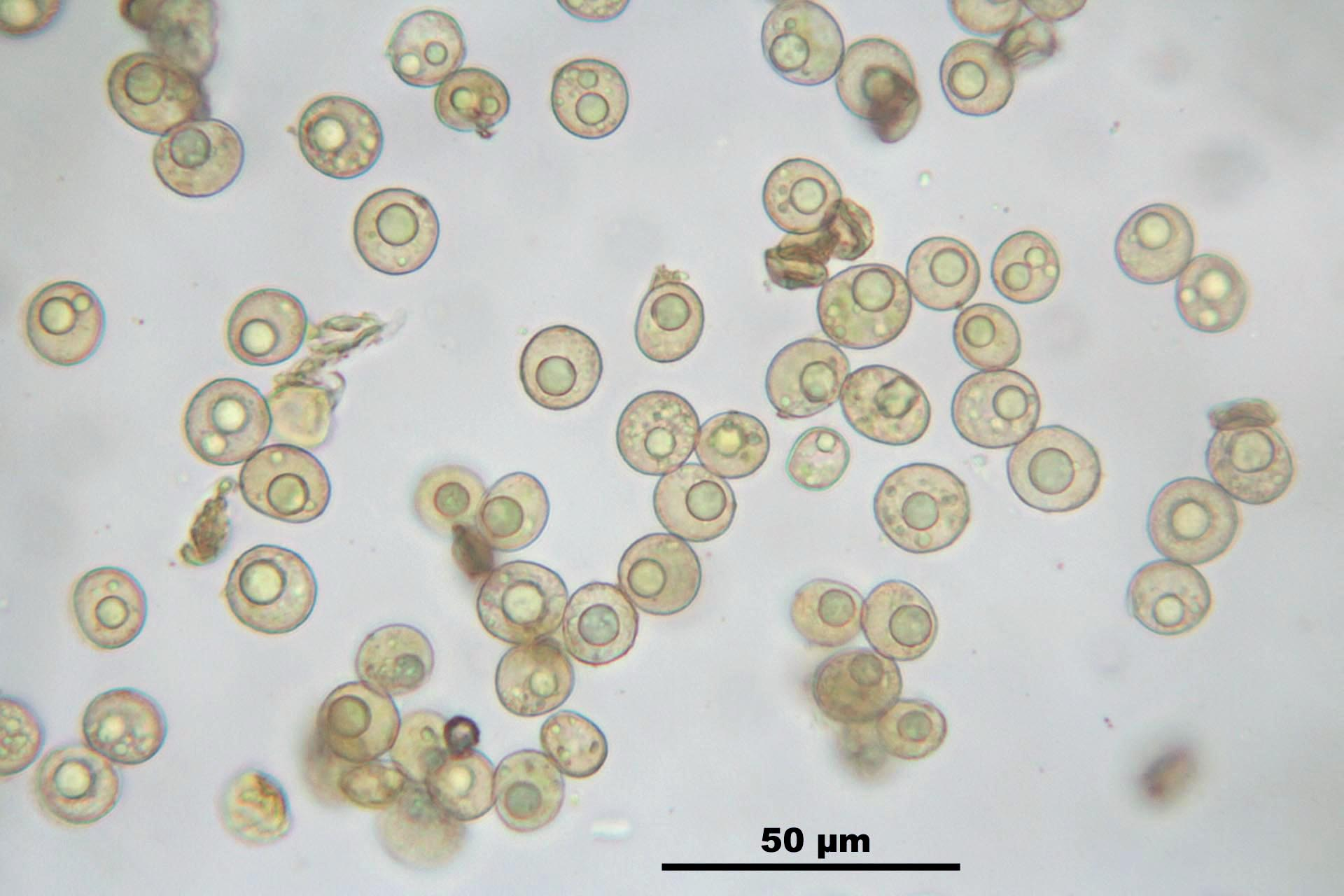
Sporen